# شهرستان یوشه
شهرستان یوشه (به لاتین: Yushe County) یک شهرستان‌های جمهوری خلق چین در چین است که در جینجونگ واقع شده‌است. شهرستان یوشه  ۱۴۰٬۰۰۰ نفر جمعیت دارد.